# محمد عيسى مسعودي
عيسى مسعودي (12 مايو 1931 - ديسمبر 1994) مذيع وصحفي جزائري.

## مولده
ولد الإعلامي محمد عيسى مسعودي في 12 ماي 1931 في وهران من عائلة فلاحية فقيرة. تعلم اللغة العربية في المدارس القرآنية قبل أن يلتحق بالزيتونة حيث تحصل منها على شهادة الأهلية والتحصيل.تعلم في مدرسة الفلاح على يد الشيخ الزموشى ثم أرسل سنة 1946 إلى معهد عبد الحميد بن باديس بقسنطينة، أين درس بها ثلاث سنوات ليتابع دراسته بعدها في جامع الزيتونة بتونسولقد كان جده استاذا في تونس واسمه أسامة مسعودي . كان للإعلامي محمد عيسى مسعودي إبن عم كان مناضلا في صفوف الثورة في صغره "سماحي الهواري"
بداية نشاطه
انخرط في حركة انتصار الحريات الديمقراطية وكان عضوا نشيطا شغل منصب رئيس جمعية الطلبة الجزائريين بتونس عام 1956.

## بداية عمله
التحق بصفوف الثورة حيث اشرف سنة 1956 على انطلاق برنامج صوت الجزائر العربية من الإذاعة التونسية، ثم ترك مكانه لمحمد بوزيدي وانتقل إلى الإذاعة السرية لجيش التحرير على الحدود المغربية المعروفة بـ«صوت الجزائر الحرة» فكان رئيس تحريرها وأشهر مذيعيها، كما عرف عيسى مسعودى بالتفاعل الشديد أثناء التعليق على الأحداث السياسية والعمليات العسكرية، وهذا راجع لوطنيته الشديدة إلى درجة أن قيادة الثورة كانت تعتبر إذاعة صوت الجزائر الحرة الولاية التاريخية السابعة.
في 12 جويلية 1959 انتقل إلى إذاعة الناظور بالمغرب بعد التحاقه بجهاز اللاسلكي التابع لجيش التحرير الوطني، وبها عين بإذاعة الجزائر الحرة المكافحة
في أكتوبر 1961 عاد إلى تونس ليشرف على صوت الجزائر من إذاعة تونس حيث كان يعد حصتين أسبوعيتين مدة كل حصة 15 دقيقة. وكان لنشاطه هذا الأثر البليغ في الرفع من معنويات أعضاء جيش التحرير والشعب الجزائري.
وقد قال الرئيس الراحل هواري بومدين إن «صوت عيسى مسعودي شكل نصف الثورة».
كان عيسي مسعودي أول من تقلد منصب المدير العام للإذاعـة والتلفزيون بعد الاستقلال كما شغل منصب سفير للجزائر في بعض دول الخليج

## وفاته
توفي عيسى مسعودي في ديسمبر 1994